# Пјеве Албињола
Пјеве Албињола (итал. Pieve Albignola) је насеље у Италији у округу Павија, региону Ломбардија.
Према процени из 2011. у насељу је живело 848 становника. Насеље се налази на надморској висини од 84 м.

## Становништво
Према резултатима пописа становништва 2011. у општини је живело 916 становника.
| 1931. | 1936. | 1951. | 1961. | 1971. | 1981. | 1991. | 2001. | 2011. |
| ----- | ----- | ----- | ----- | ----- | ----- | ----- | ----- | ----- |
| 1.493 | 1.490 | 1.528 | 1.328 | 1.123 | 972   | 957   | 922   | 916   |